# Cladorhiza ephyrula
Cladorhiza ephyrula är en svampdjursart som beskrevs av Claude Lévi 1964. Cladorhiza ephyrula ingår i släktet Cladorhiza och familjen Cladorhizidae.
Artens utbredningsområde är havet utanför Sydafrika. Inga underarter finns listade i Catalogue of Life.